# ミリンダ (飲料)

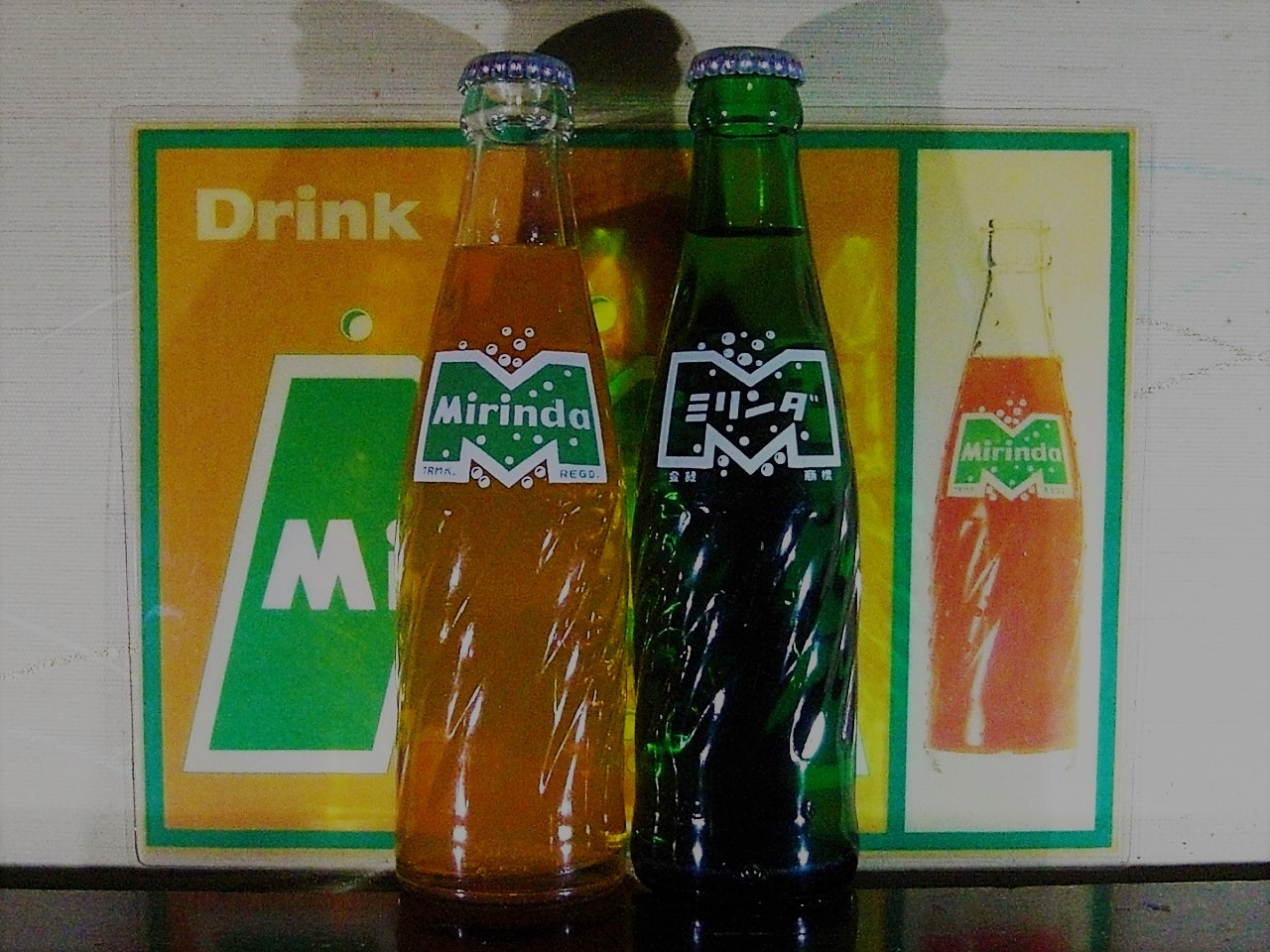
日本販売当時のリターナブル瓶入り製品
左 オレンジ　右 レモンライム

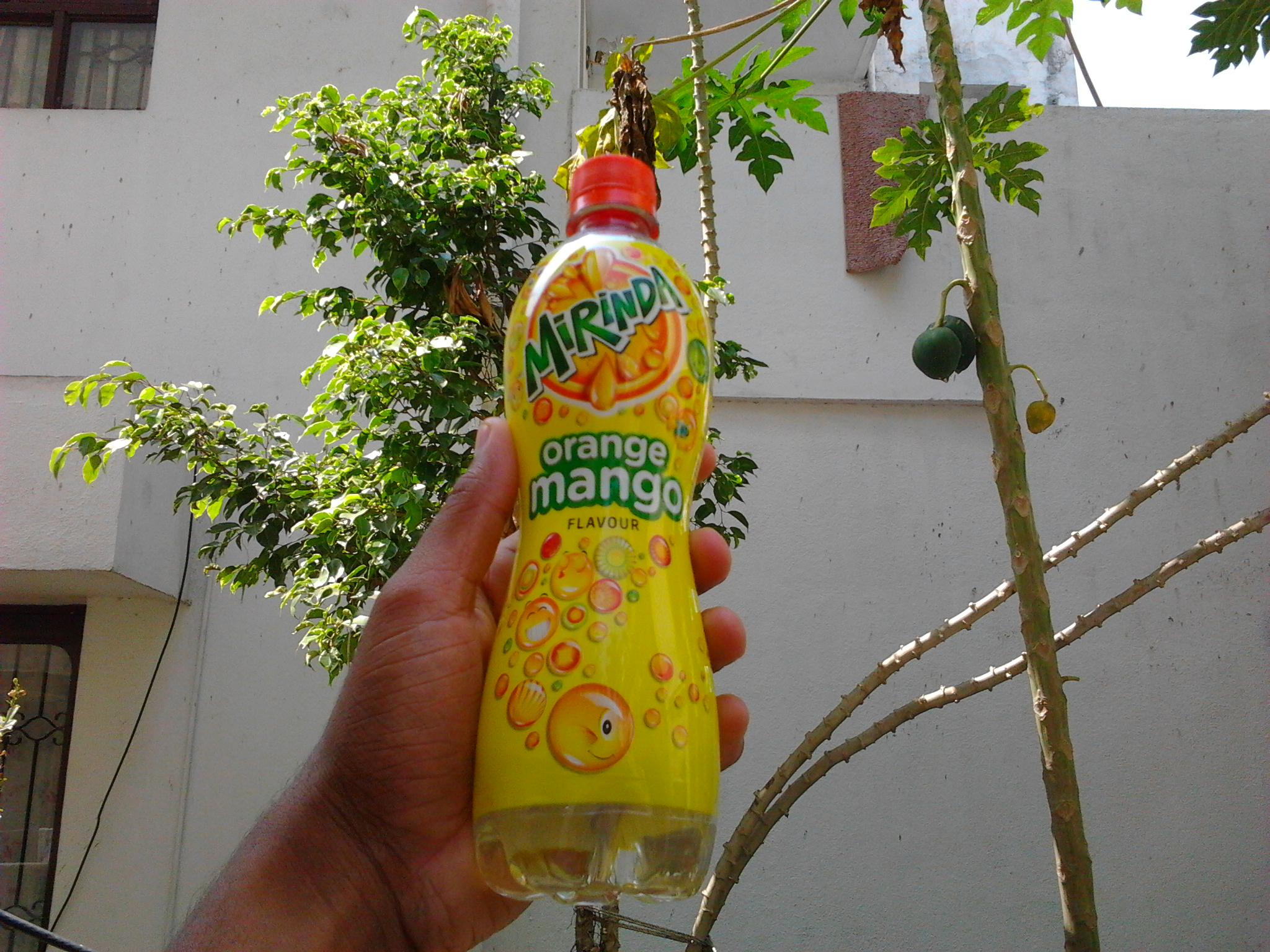
インドで販売されているミリンダマンゴー味

ミリンダ（mirinda）は、ペプシコが世界で販売するソフトドリンクの商標である。
日本では1964年（昭和39年）に発売された。元々スペインで販売されていたフルーツ風味の炭酸飲料（フレーバー種類によっては非炭酸）で、ペプシコが商標購入後、世界各地でコカ・コーラ社のファンタと競合する商品としてブランドを展開している。現在、日本市場や北米市場では販売されていないがロシア、中国、東南アジア、中近東、南米などではメジャーブランドである。また、日本では瓶入りがよく知られていたが、韓国など一部の地域では缶入りも発売された。
名前はエスペラントで「不思議な・素晴らしい」を意味するミリンダ(mirinda)に由来する。
かつては日本において映画館やボウリング場にて販売されており、当初はファンタと同じく無果汁で販売されていたが、地域によっては1976年ごろからオレンジ及びグレープに関しては果汁入りで販売されるようになった（従来通り無果汁のままの地域も存在）。現在は国内でのビン・缶での販売は終了している。2000年以降も一部の紙コップの自販機やソーダ・ファウンテンで販売を継続していたとの情報もあるが、1998年にペプシコ製品の日本国内での総販売元となったサントリーフーズ自体が競合するソフトドリンクのブランド（例・なっちゃん、C.C.レモン、サントリーポップ等）を持っているため、置き換えられる例が多いようである。ドラマ『俺たちの勲章』の第5話で松田優作が缶入りのミリンダオレンジを飲みながら歩くシーンがある。

## 日本で発売されたミリンダの種類
- オレンジ
- グレープ
- レモンライム
- メロン
- ストロベリー
- プラム
- バニラソーダ
- フルーツスカッシュ
- パイナップル（カップベンダー専用）
- メロンソーダ（カップベンダー専用）
- オレンジエード
- クラブソーダ
- コーヒー飲料（関西地方限定）

## 日本でCMに起用された人物
- 水前寺清子
- アグネス・チャン - 1973年ごろ
- ゴールデンハーフ（エヴァ、マリア、ルナ）- 1974年ごろ
- 王貞治 - 1974年ごろ
- 小島一慶 - ストロベリーミリンダCMナレーション